# Stasandros
Stasandros (trong tiếng Hy Lạp: Στάσανδρος; sống vào thế kỷ thứ 4 TCN) là một vị tướng người Soloi phụng sự dưới quyền Alexandros Đại đế. Sau khi Alexandros qua đời, ông đã trở thành tổng trấn của Aria và Drangiana. Ông mất quyền kiểm soát các tỉnh của mình sau khi bị nhà Antigonos đánh bại trong các cuộc chiến tranh Diadochi.

## Tiểu sử

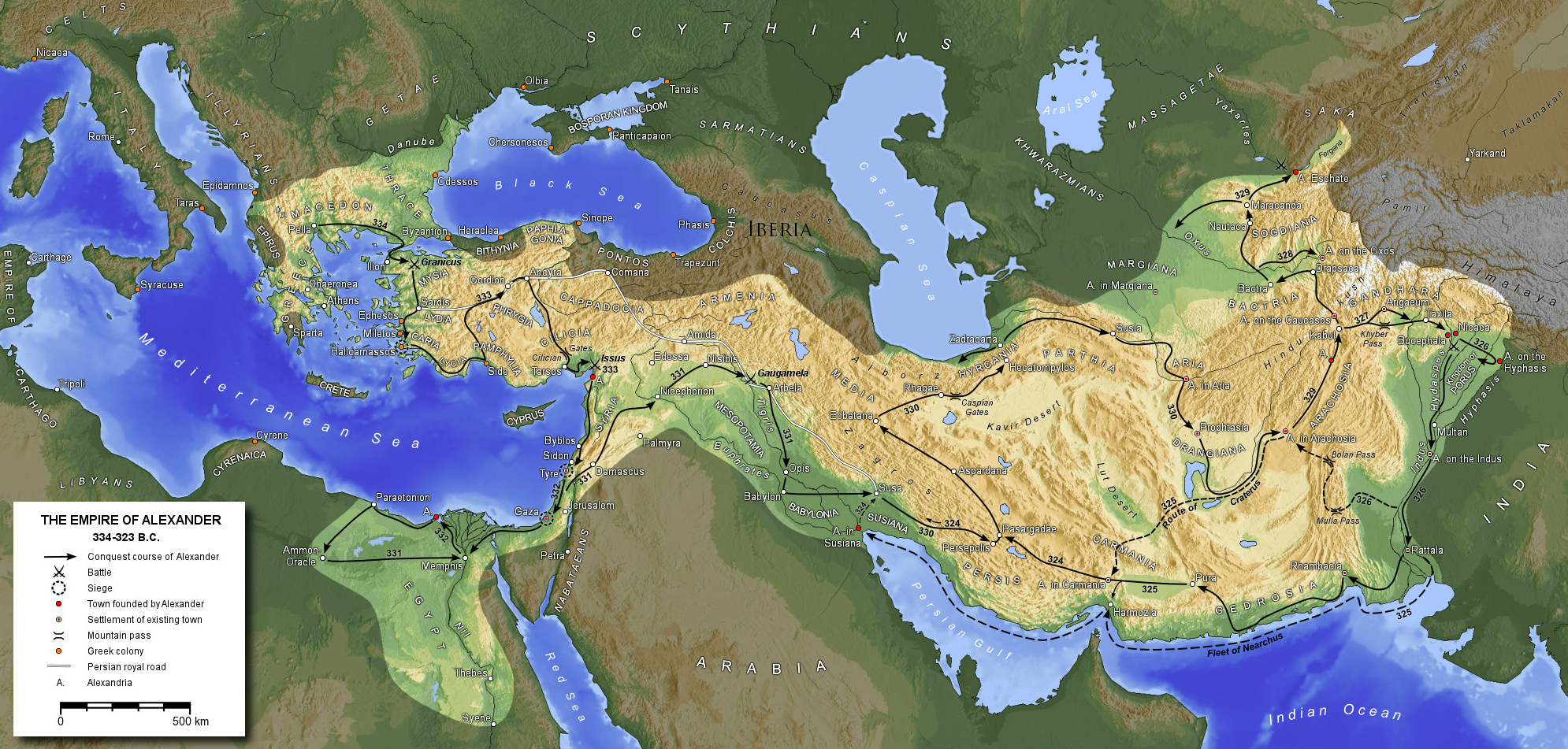
Bản đồ đế quốc của Alexandros và lộ trình của ông ta.

Stasandros được sinh ra ở vương quốc Soloi vào thế kỷ thứ 4 TCN. Vào thời điểm ông ra đời, mười thành bang của Síp là các chư hầu của đế quốc Achaemenes và đã bị chinh phục vào khoảng năm 546 hoặc năm 526 TCN. Vào tháng 5 năm 334 TCN, vương quốc Macedonia dưới sự cai trị của Alexandros Đại đế đã gây chiến với đế quốc Achaemenes. Người Síp và Phoenici lúc này là lực lượng nòng cốt trong số 400 tàu chiến của hải quân Ba Tư ở khu vực Địa Trung Hải. Sau khi nhận được tin tức về thất bại tan tác của người Ba Tư ở trận Issus, các vương quốc của Síp đã đào ngũ về phe của người Macedonia khi họ đóng quân ở Sidon vào giữa tháng 5 năm 332 TCN. Alexandros đã tha thứ cho người Síp dựa vào sự giải thích rằng lòng trung thành của họ đối với người Ba Tư là do bị ép buộc. Người Síp đã tham gia vào nhiều cuộc chinh phạt của Alexandros bắt đầu từ cuộc vây hãm Tyre. Stasandros cùng người em trai Stasanor của ông là một trong số những người đã gia nhập vào quân đội Macedonia và cuối cùng đã trở thành các chiến hữu của Alexandros, một nhóm các tướng lĩnh thân cận nhất của ông ta. Sự thăng tiến nhanh chóng của họ có thể là do họ xuất thân từ hoàng gia Soloi.
Alexandros đã ra lệnh cho Stasanor bắt sống vị tổng trấn của Aria tên là Arsaces. Vì vậy, Stasanor đã được phong làm tổng trấn của vùng đất này sau đó. Sau khi Alexandros qua đời vào năm 323 TCN, các tướng lĩnh đã phân chia đế quốc của ông ta. Theo cuộc phân chia tại Triparadisos vào năm 321 TCN, Stasanor được nhận hai tỉnh Bactria và Sogdiana, trong khi Stasandros nắm giữ Aria và Drangiana. Trong các cuộc chiến tranh Diadochi diễn ra sau đó, ông đã đứng về phía Eumenes chống lại Antigonos I Monophthalmos. Antigonos cuối cùng đã đánh bại được Eumenes cùng với các đồng minh của ông ta và trao lại các tỉnh của Stasandros cho Euitos. Thời điểm Stasandros qua đời vẫn chưa được biết chính xác.